# 絲背葉鰕虎魚
絲背葉鰕虎魚（学名：Gobiodon acicularis），为輻鰭魚綱鱸形目鰕虎亞目鰕虎科葉鰕虎魚屬下的一个种，為熱帶海水魚，分布於中西太平洋帛琉海域，體長可達3.9公分，棲息在珊瑚礁區，生活習性不明。